# هيدروكسيد الزركونيوم الرباعي
 هيدروكسيد الزركونيوم الرباعي  مركب كيميائي له الصيغة Zr(OH)4، ويكون على شكل مسحوق أبيض.

## الخواص
هيدروكسيد الزركونيوم الرباعي مادة لابلورية غير سامة توجد على شكل مسحوق أبيض غير قابل للذوبان في الماء، ولكنه قابل للذوبان في الأحماض المعدنية المخففة.

## التحضير
يحضر هيدروكسيد الزركونيوم من تفاعل الحلمهة متوسطة القلوي لمركبات نترات الزركونيوم أو الهاليدات الموافقة.

## الاستخدامات
يستخدم هيدروكسيد الزركونيوم الرباعي أساساً كوسيط لتحضير مركبات الزركونيوم، كما يستخدم في صناعة الأصباغ والزجاج.